# Municipio de Walnut Grove (Kansas)
El municipio de Walnut Grove (en inglés: Walnut Grove Township) es un municipio ubicado en el condado de Neosho en el estado estadounidense de Kansas. En el año 2010 tenía una población de 299 habitantes y una densidad poblacional de 2,39 personas por km².

## Geografía
El municipio de Walnut Grove se encuentra ubicado en las coordenadas 37°35′40″N 95°10′12″O / 37.59444, -95.17000. Según la Oficina del Censo de los Estados Unidos, el municipio tiene una superficie total de 124.98 km², de la cual 124,87 km² corresponden a tierra firme y (0,09 %) 0,11 km² es agua.

## Demografía
Según el censo de 2010, había 299 personas residiendo en el municipio de Walnut Grove. La densidad de población era de 2,39 hab./km². De los 299 habitantes, el municipio de Walnut Grove estaba compuesto por el 92,98 % blancos, el 0,33 % eran afroamericanos, el 0,67 % eran amerindios, el 4,01 % eran de otras razas y el 2,01 % eran de una mezcla de razas. Del total de la población el 5,02 % eran hispanos o latinos de cualquier raza.